# Muertes en camión de San Antonio de 2022
El incidente migratorio en San Antonio de 2022 fue el descubimiento de 46 cuerpos en un camión con remolque cerca de la Base de la Fuerza Aérea Lackland en San Antonio, Texas, Estados Unidos el 27 de junio de 2022. Según los informes, las muertes ocurrieron durante un aparente intento de contrabando de inmigrantes ilegales en el sur de Texas y es el incidente de contrabando más mortífero de este tipo en la historia de los Estados Unidos.

## Fondo
Durante el año fiscal de 2022, hubo una cantidad récord de migrantes que cruzaron la frontera entre Estados Unidos y México, donde las autoridades están en camino de registrar más de 2 millones de arrestos. Las cifras de Aduanas y Protección Fronteriza de EE. Mostraron que los arrestos de inmigrantes ilegales en la frontera en mayo aumentaron a los niveles más altos jamás registrados. Hicieron 239.416 arrestos a lo largo de la frontera en el mes de mayo, un aumento del 2 por ciento desde abril, según los totales.
San Antonio es conocido como un importante punto de tránsito para los migrantes que se trasladan de Texas al resto de los Estados Unidos. Ubicado a 150 millas de la frontera entre Estados Unidos y México, los contrabandistas transportaban a los migrantes a la ciudad por medio de vehículos grandes. A principios de junio, el Departamento de Seguridad Nacional publicó detalles sobre los esfuerzos de la administración Biden para combatir el contrabando de personas y la migración no autorizada en conjunto con la Cumbre de las Américas celebrada en Los Ángeles. La serie de operaciones lanzadas en todo el hemisferio occidental es parte de la mayor campaña contra el tráfico de personas jamás vista en la región, con más de 1300 efectivos desplegados y casi 2000 traficantes arrestados en solo dos meses.

## Descubrimiento
El 27 de junio, los trabajadores de un negocio cercano descubrieron el camión con remolque. Al menos 46 cuerpos fueron descubiertos en un camión con remolque cerca de la Base de la Fuerza Aérea Lackland en San Antonio, Texas, Estados Unidos. Al menos otros 16 fueron hospitalizados. Según los informes, las muertes ocurrieron durante un aparente intento de contrabando de migrantes en el sur de Texas, el incidente de contrabando más mortífero de este tipo en la historia de los Estados Unidos. Tres personas han sido detenidas.
| País        | Fallecidos | Heridos |
| ----------- | ---------- | ------- |
| México      | 27         | 7       |
| Honduras    | 14         | 1       |
| Guatemala   | 7          | 4       |
| El Salvador | 2          | 0       |
| Total       | 53         | 12      |

## Reacciones
El gobernador de Texas, Greg Abbott, y el senador Ted Cruz culparon al presidente Biden, diciendo que sus políticas de "frontera abierta" resultaron en esto y que su "negativa a implementar la ley" (...) "tuvo consecuencias mortales".